# 과학 기구
과학 기구는 과학 실험이나 탐구에 사용되는 기구를 말하며, 그 종류가 여러 가지가 있다. 아래는 그 중 일부 목록이다.

## 과학 기구 목록
- 가속도계, 물리, 가속도
- 전류계, 전기, 암페어 수, 전류
- 풍속계, 풍속
- 적응형 광학 스캐닝 레이저 검안경(Adaptive Optics Scanning Laser Ophthalmoscope)
- 캘리퍼스, 거리
- 열랑계, 열
- DNA 염기서열분석기, 분자생물학
- 동력계, 돌림힘
- 전위계, 전하, 전압
- 검전기, 전하
- 정전 분석기, 하전 입자의 운동 에너지
- 타원계측법
- 중력계, 중력
- 액체비중계
- 경사계, 슬로프
- 간섭법, 광학
- 자력 기록기, 자기장
- 자력계, 자기 선속
- 압력계, 공기 압력
- 질량 분석, 복합 식별
- 마이크로미터 (기구), 거리
- 현미경, 빛 확대
- 핵자기 공명분광기, 화학 복합 식별, 의학 진단 촬영
- 옴계, 전기 저항
- 오실로스코프, 전기 신호 전압, 진폭, 파장, 주파수, 파형
- 지진계, 가속
- 스펙트로그램, 소리 주파수, 파장, 진폭
- 분광기, 빛 주파수, 파장, 진폭
- 망원경, 빛 확대 (천무학)
- 온도계, 온도 측정
- 비행시간형질량분석기
- 경위의, 각도, 조사
- 열전대, 온도
- 전압계, 전압

## 같이 보기
- 도구주의